# کیانوسکوس
کیانوسکوس (نام علمی: Qianosuchus) نام یک سرده از سوسمارنماها است.